# Az esemény (film)
Az esemény (eredeti cím: The Happening) 2008-ban bemutatott amerikai film, amelynek forgatókönyvírója és rendezője M. Night Shyamalan. A főszerepet Mark Wahlberg és Zooey Deschanel alakítja.
A filmet az Amerikai Egyesült Államokban 2008. június 13-án mutatták be, Magyarországon június 19-én jelent meg az InterCom Zrt. forgalmazásában.

## Cselekmény
Az Amerikai Egyesült Államok északkeleti részén az emberek minden előjel nélkül tömegekben kezdenek öngyilkosságot elkövetni. Ennek első jele a tájékozódás zavara, amit a zavaros beszéd, s végül a leggyorsabb halálba vezető út követ. A szokatlan jelenség parkokban üti fel a fejét, majd gyors iramban terjed át a közeli lakosságra. Az első vélemények szerint terrorista-akció történik, ám az események növekedése és gyakorisága csakhamar valószínűtlenné teszi ezen elképzelést.
Elliot Moore biológiatanár egy philadelphiai iskolában. Miután az intézményben értesül a járványról, úgy dönt, feleségével, Almával  együtt elhagyja a várost, s matematikatanár kollégájával, Juliannel tart annak anyjához. A pályaudvaron találkoznak; Julian társaságában csak nyolcéves kislánya, Jess van ott, felesége dugóba került, így egy későbbi vonattal tervezi követni családját. A vonat azonban hamarosan megáll egy nyugat-pennsylvaniai kisvárosnál: a személyzet arról informálja Elliotot, hogy nem folytathatják az utat, mert megszűnt a kapcsolat „mindenkivel”. Julian tudomására jut, hogy a „támadások” elérték Princetont, ahová felesége tartott, mielőtt utoljára hallott felőle mobilján. Jesst Elliotra és Almára bízza, majd stoppal a város felé indul. A Princetonba érkező kocsi a fertőzés közepébe hajt, s az autó tetőponyváján lévő repedésen keresztül minden utas áldozattá válik.
Elliot, Alma és Jess ezalatt egy kertésszel és feleségével tart; a férfi elmélete szerint a növények támadják meg az embereket védekező mechanizmusként. Elmagyarázza Almának, hogy a növények gyakran alkalmazzák azon stratégiát, hogy kibocsátott illóanyagaikkal ragadozókat vonzanak magukhoz, amelyek elpusztítják a más fenyegető életformákat, s mindemellett a fák, bokrok és más növények az egymás közötti kommunikációra is képesek. Az öt menekülő kénytelen megállni egy útkereszteződésben, mivel minden irányban a járvány jelei tapasztalhatók. Rövidesen további autók érkeznek, s egy katona, Auster őrvezető javaslatára az összegyűltek gyalogszerrel indulnak távolabb a lakott területtől, lévén a járvány már egyre kisebb embercsoportokat támad meg.
Két csoportra válnak; Elliot, Alma és Jess a kevesebb főt számlálóval tart, s fültanúi lesznek, amint Auster csoportját eléri a járvány, majd az emberek egyesével végeznek magukkal a katona fegyverét használva. Elliot arra a következtetésre jut, hogy minden bizonnyal a növények által kibocsátott, légi úton terjedő neurotoxin okozza azon agyi működés károsodását, amely megakadályozza, hogy az ember ártson önmagának. Minél nagyobb az emberek csoportja, annál nagyobb az esély rá, hogy a növények érzékelik jelenlétüket. A néhány fő több úton siet tovább a szél elől; Elliot, Alma és Jess két tizenéves fiú társaságában érkezik egy bedeszkázott házhoz. A bentlévőktől élelmet kérnek Jessnek, azonban elutasításra találnak, mivel a lakók terroristáknak hiszik őket, de legalábbis a járvány hordozóinak. Mikor a két fiú erőszakkal próbál bejutni a házba, puskacső tűnik fel az ablakokban, s mindkettejükkel végez. A többiek folytatják útjukat. Egy a külvilágtól teljesen elszigetelten élő idős hölgy otthonához érnek. Mikor Elliot figyelmeztetné a veszélyről vendégül látójukat, az hallani sem akar róla. Megengedi ugyan, hogy az éjszakát nála töltsék, de rendkívül magánakvalónak és meglehetősen paranoiásnak bizonyul. Reggel Elliot egyedül ébred, s a földszintre érve megüti fülét Alma és Jess hangja, azonban nem talál rájuk. Belép ellenben Mrs. Jones szobájába, aki ingerülten utasítja őt azonnali távozásra, azzal vádolva Elliotot, hogy ki akarta rabolni. A nő kiviharzik kertjébe, ahol a neurotoxin hatása alá kerül. Ráébredve, hogy a növények védekezése még érzékenyebb lett, Elliot bezárja magát a házba. Egy olyan szobába kerül, ahol Alma és Jess hangja visszhangzik; a birtok másik végében álló hajlékba vezető beszélőcsövet talál, aminek másik végén Alma Jess-szel játszik. Az erősödő szél közepette Elliot elmondja feleségének a kommunikációs eszközön keresztül, hogy semmit nem akar, csupán vele lenni halála pillanatában. Átengedik magukat sorsuknak, s kilépnek a szabadba. A hatás azonban elmarad: a járványnak vége.
Három hónappal később a televízióban tudósok beszélnek arról, hogy meglehet, az esemény pusztán figyelmeztetés volt a természet részéről. Elliot és Alma új életet kezdtek, s együtt nevelik Jesst. Alma pozitív terhességi teszttel várja haza férjét. Ezalatt Párizsban, a Tuileriák kertjében minden sétáló hirtelen megáll, a szél pedig mozgatni kezdi a fákat.

## Szereplők
- Mark Wahlberg mint Elliot Moore (magyar hangja Miller Zoltán) Philadelphiában élő biológiatanár.
- Zooey Deschanel mint Alma Moore (magyar hangja Németh Borbála) Elliot elhidegült felesége.
- John Leguizamo mint Julian (magyar hangja Epres Attila) Matematikatanár, Elliot barátja.
- Ashlyn Sanchez mint Jess (magyar hangja Pekár Adrienn) Julian kislánya.
- Betty Buckley mint Mrs. Jones (magyar hangja Tímár Éva) Pennsylvania elzárt vidéki területén élő idős hölgy.
- Jeremy Strong mint Auster őrvezető (magyar hangja Fesztbaum Béla) Az amerikai hadsereg katonája, akinek állomásán mindenki a járvány áldozatává vált.

## Háttér
2007 januárjában M. Night Shyamalan több stúdiót is felkeresett a The Green Effect címet viselő forgatókönyvével, azonban egyik helyen sem láttak benne annyi fantáziát, hogy megvásárolják. A rendező így a találkozókon összegyűjtött ötletekkel és jegyzetekkel ült neki a szkript átírásának, miután hazatért Philadelphiába, s a 20th Century Fox végül zöld utat adott a projektnek, immáron a The Happening címmel. Márciusban Mark Wahlberg, akit Shyamalan a Foxszal folyó tárgyalásokkal párhuzamosan keresett fel, leszerződött a főszerepre; a rendező kifejezetten őt képzelte el Elliot Moore-ként a forgatókönyv írásakor.
A forgatás 2007. augusztus 6-án kezdődött meg Philadelphiában; a felvételek 44 napon át tartottak, s a jeleneteket a cselekménnyel megegyező sorrendben rögzítették. A forgatási helyszínek között szerepelt továbbá a Central Park New York Cityben és a Tuileriák kertje Párizsban. A 60 millió dolláros költségvetés felét az indiai UTV állta, egyúttal a cég forgalmazza a filmet az ázsiai országban, míg a világ többi része a Foxhoz tartozik. A bemutató dátumát 2008. június 13-ára, pénteki napra tűzték ki, Észak-Amerika mellett számos más országban is.

## Filmzene
Az esemény kísérőzenéjét Shyamalan állandó partnere, James Newton Howard szerezte. A felvételre a Sony Scoring Stage-en került sor a Hollywood Studio Symphonyval, 90 fős zenekarral és Maya Beiser csellista szólóival.

## Kritikai visszhang
Az esemény javarészt elutasító kritikákat kapott. A Rotten Tomatoes oldalán az újságírók mindössze 19%-a fejezte ki szimpátiáját a film iránt, ami több mint 160 véleményt fed le.
Kirk Honeycutt, a The Hollywood Reporter munkatársa szerint a filmből hiányzik a „mozi izgalma és a körömrágó feszültség” és „a központi fenyegetés…nem végződik úgy, mint egy valamirevaló péntek esti kikapcsolódásban.” Justin Chang a Varietytől úgy véli, a történet „olyan területet fed le, amit már kimerített a számtalan katasztrófa- és zombifilm, és kevés feszültséget, zsigeri nyomást vagy életrevaló narratívát kínál ennek fejében.” A San Francisco Chronicle kritikusa, Mick LaSelle szórakoztatónak, de közel sem ijesztőnek érezte a filmet. Shyamalan forgatókönyvével kapcsolatban azt írta, „ahelyett, hogy hagyná ötletét lélegzethez jutni és fejlődni valamerre, elébe ugrik és idejekorán történetté formálja.” Richard Corliss a Time-től úgy látta a filmet, mint „csüggesztő jelet arra nézvést, hogy M. Night Shyamalan író-rendező elvesztette ihletét”. Michael Phillips a Chicago Tribune hasábjain azt írta, a film ígéretes alapötlettel rendelkezik, azonban a szereplők „dagályosak vagy felejthetők.” Joe Morgenstern (Wall Street Journal) vélekedése szerint a film „paranoid thrillerhez képest lesújtóan unalmas”, és „zavaros szerencsétlenségek, állhatatos közhelyek, vánszorgó cselekményszövés és átható képtelenség” jellemzi.
A filmet dicsérők között élen járt Roger Ebert. A lehetséges négy csillagból hármat adott a produkciónak, mivel azt meghatónak találta a maga különös módján. „Kétségkívül túlzottan elgondolkodtató az akciófilmekkel teli nyári szezonban, de értékelem a Shyamalan által választott csendesen realisztikus módot az ember lehetséges halálának elmeséléséhez.” – írja a Chicago Sun-Times kritikusa. Manohla Dargis a The New York Times-tól elismerően nyilatkozott Mark Wahlberg alakításáról, s hozzátette, a film „szórakoztatóan buta thriller, animista felhangokkal és borzongató pillanatokkal”. Philipa Hawker a The Age-ben a következőképpen fogalmazta meg benyomását a film hangulatáról: „szívfájdító, helyenként frusztráló példabeszéd a fenyegetésekről, amikkel az embernek talán szembe kell néznie, váratlan helyekről.” Kiemelte a baljóslatú visszatérő elemeket, úgymint a „szél hangja és amint a fákat fodrozza, vagy a füvet fújja – olyan feszültséggel teli képek, amik Antonioni Nagyítását juttatják az ember eszébe.”

## Bevételek
Bemutatója napján, péntek 13-án Az esemény 13 millió dollárt keresett az Amerikai Egyesült Államokban és Kanadában. A teljes hétvége során 30,5 millió dollárt gyűjtött, amivel a toplista harmadik helyére került. Ugyanezen időtartam alatt a világ többi részén a legnézettebb filmnek bizonyult, 31,5 millió dollárnak megfelelő bevételt generálva, s hajszállal megelőzve A hihetetlen Hulkot. Végül összesen 163,4 milliót gyűjtött a film – 64,5 milliót hazájából és 98,9 milliót a világ többi részéről.